# Szolkyzył (stacja kolejowa)
Szolkyzył (ros. Шолькызыл) – stacja kolejowa w miejscowości Szolkyzył, w rejonie Sarkan, w obwodzie żetyskim, w Kazachstanie. Położona jest na linii Mojynty – Aktogaj, na trasie Nowego Jedwabnego Szlaku.